# Syrenka (samochód)
Syrenka – polski prototyp samochodu osobowego opracowanego przez firmy AMZ-Kutno Sp.z o.o. oraz Polfarmex S.A. oznaczony wewnętrznym kodem S201.
Prace nad projektem uruchomiono w 2012 roku. Pierwszy jeżdżący prototyp zaprezentowanego w styczniu 2014 roku. Głównym konstruktorem projektu jest Andrzej Stasiak. Uzyskanie homologacji pojazdu i zaprezentowanie wersji przedprodukcyjnej zaplanowano na rok 2014, podobnie jak oficjalną premierą na Międzynarodowych Targach Poznańskich. W połowie 2015 roku istniało pięć egzemplarzy prototypowych, a proces homologacji planowano zakończyć do końca 2015 roku. Początkowo planowano, że auto będzie w całości produkowane z części wytwarzanych w polskich przedsiębiorstwach, ale z powodu braku podmiotów produkujących niektóre części, ok. 40% z nich jest pozyskiwane od podmiotów zagranicznych. Jesienią 2015 roku miały miejsce testy drogowe na autostradzie A1. Wersja produkcyjna pojazdu ma być gotowa w pierwszym kwartale 2016 roku, produkcję seryjną zaplanowano rozpocząć w drugiej połowie 2016 roku, początkowo w ilości 300–500 sztuk rocznie. Oprócz rozwijanej najmocniej wersji trzydrzwiowej trwały także mniej zaawansowane prace nad modelami sportowym, dostawczym i pięciodrzwiowym. Producent zadeklarował uruchomienie w przyszłości produkcji także kolejnych wersji nadwoziowych − hatchback i dostawczej.
Projekt o wartości 7,5 mln zł został dofinansowany kwotą 4,5 mln zł przez Narodowe Centrum Badań i Rozwoju w ramach programu Demonstrator.
Na etapie prac przygotowawczych prowadzone były rozmowy o współpracy z firmą AK Motor International Corporation, prowadzącą konkurencyjny projekt AK Syrena Meluzyna.
Po powstaniu prototypu współpraca Polfarmex z AMZ Kutno zakończyła się, a z inicjatywy Polfarmex doszło do powołania spółki Fabryka Samochodów Osobowych Syrena S.A. w Kutnie, która opracowała nowy prototyp, pięciodrzwiowy hatchback przemianowany na Vosco s106 bazujący na niektórych podzespołach Opla Adam.